# Фридрикс, Густав Иванович
Густав Иванович Фри́дрикс (Фредери́кс) (2 (13) ноября 1763 — после 1815) — барон, подполковник артиллерии, владелец мызы Рябово. Брат Андрея, Александра, Ивана и Петра Фридриксов (Фредериксов).

## Биография
Представитель баронского рода Фридриксов (Фредериксов). Родился в 1763 году в семье придворного банкира Екатерины II, Ивана Юрьевича Фридрикса и Регины-Луизы (Ирины) Захарьевны Христинек.
После смерти отца в 1779 году, в возрасте 16 лет Густав унаследовал его имение — мызу Рябово в Шлиссельбургском уезде Санкт-Петербургской губернии. Общая площадь имения составляла 8408 десятин. При Густаве мыза оставалась сельскохозяйственным имением. Основными культурами были рожь, ячмень и овёс. Кроме того, на новых полях росла «белая капуста, финская репа, брюква под землёю и Англинская репа турнипс, кои также были чрезвычайно хороши». Однако были и некоторые трудности. В 1780 году урожай ржи на мызе Рябово был отличный, но «крестьяне возмечтав, что они в силу новых учреждений гражданского правления уповали быть свободны и больше никаких законных податей помещику оказывать не обязаны, взбунтовались, из мызы ушли, и хлеб остался на полях». Жатва началась лишь в конце августа, после того, как их переловили, однако собранный урожай странным образом сгорел вместе с новой ригой.
По данным 1784 года «Барон Густав фон Фридерикс» служил цалмейстером (казначеем) в Канцелярии главной артиллерии и фортификации в чине капитана артиллерии.
В конце 1780-х годов барон Густав Фридрикс стал одним из первых, кто стал выращивать картофель в Шлиссельбургском уезде Санкт-Петербургской губернии. 2 декабря 1788 года Густав Фридрикс писал из мызы Рябово: «Вам известно, что я несколько уже лет стараюсь о полезном разведения картофелей в деревне моей Рябове как у себя на мызе, так и крестьян и имею удовольствие видеть, что наибольшая оных часть сажает уже их около своих дворов, когда за 2 года ни единый из них не знал».
В феврале 1791 года барон Густав Фридрикс женился.
По данным 1795 года «Барон Густав фон Фридерикс» — надворный советник, заседатель Верхнего земского суда. Нуждаясь в деньгах барон начал по частям распродавать унаследованное имение. В 1795 году он продал за 3000 рублей ассигнациями 772 десятины Елизавете Марковне Олениной (урожд. Полторацкая) (1768–1838), которая выстроила на левом берегу реки Лубьи усадьбу и назвала новую мызу Приютино. Деревню Щеглово он продал грузинскому князю, происходившему из армянского титулованного рода, Степану Ходжаминасову. В том же году Густав Иванович продал своё родовое гнездо, изрядно уменьшившуюся в размерах мызу Рябово, надворному советнику, лютеранину, впоследствии видному члену Императорского Вольного экономического общества, Ивану Эммануиловичу Гертелю.
По данным 1796 года «Барон Густав Фридрикс» — майор артиллерии, заседатель Верхнего земского суда.
В 1798—1801 годы барон являлся депутатом губернского дворянского собрания от Софийского уезда. Вышел в отставку в чине подполковника. Умер после 1815 года.

## Семья
В феврале 1791 года барон Густав Фридрикс женился на Прасковье Андреевне Балашовой, православной, дочери умершего поручика артиллерии. (В некоторых источниках указана Прасковья Андреевна Кузнецова (?—1846)).
Детей не было